# Santa Cruz de Monte Castelo
Santa Cruz de Monte Castelo is een gemeente in de Braziliaanse deelstaat Paraná. De gemeente telt 8.015 inwoners (schatting 2009).

## Aangrenzende gemeenten
De gemeente grenst aan Douradina, Ivaté, Loanda, Porto Rico, Querência do Norte en Santa Isabel do Ivaí.